# مجلس وحدت مسلمین
مجلس وحدت مسلمین پاکستان (MWM) (به اردو: مجلس وحدت مسلمین) یک سازمان سیاسی شیعه در پاکستان است.
این حزب در دوم آگوست سال ۲۰۰۹ میلادی اعلام موجودیت کرد و دفتر مرکزی آن در اسلام‌آباد پایتخت پاکستان قرار دارد.
مجلس وحدت مسلمین پاکستان از بزرگترین احزاب سیاسی در پاکستان محسوب می‌شود و بر مبنای مکتب تشیع دوازده امامی تأسیس شده و به دنبال ایجاد یک دولت رفاه دموکراتیک اسلامی، با تأکید بر وحدت شیعه و سنی در این کشور است.
راجه ناصر عباس جعفری دبیرکل این حزب، امین شهیدی معاون دبیرکل و سید ناصر عباس دبیر سیاسی آن است.

## تأسیس
مجلس وحدت مسلمین پاکستان، دوم آوریل ۲۰۰۹م (۱۳ فروردین ۱۳۸۸ش) به‌عنوان حزب سیاسی مذهبی در اسلام‌آباد تاسیس شد. ترویج معارف اسلام ناب، حفظ تمامیت ارضی کشور پاکستان، حفظ ارزش‌های اسلامی، حمایت از محرومان و افراد بی‌بضاعت و همچنین تلاش برای وحدت اسلامی میان فرق اسلامی، از اهداف این حزب اعلام شده است.

## دبیرکل

راجا ناصرعباس جعفری، دبیرکل مجلس وحدت مسلمین پاکستان

طبق اساسنامه این حزب دبیرکل هر سه سال یکبار از طریق انتخابات انتخاب می‌شود. راجا ناصرعباس جعفری به‌عنوان اولین دبیرکل این حزب در ۱۱ آوریل ۲۰۱۰م (۲۲ فروردین ۱۳۸۹ش) انتخاب شد.

## ساختار
بالاترین نهاد تصمیم‌گیری در ساختار مجلس وحدت مسلمین پاکستان شورای عالی آن است که تدوین سیاست کلان حزب را بر عهده دارد. علاوه بر آن شورای مرکزی، شورای عمومی، هیئت رئیسه مرکزی، هیئت رئیسه ایالتی و شهرستانی نیز در ساختار این نهاد هستند. دفتر مرکزی حزب در اسلام‌آباد، پایتخت پاکستان قرار دارد و در ایالت‌ها نیز دفتر ایالتی دارد. در ایران نیز شعبه مجلس وحدت مسلمین تشکیل شده است.

پرچم مجلس وحدت مسلمین پاکستان

## اعتصاب غذای اعضای مجلس
راجه ناصر عباس جعفری دبیرکل و تعدادی از اعضای حزب مجلس وحدت مسلمین، از روز جمعه ۲۴ اردیبهشت ۱۳۹۵، در اسلام‌آباد اعتصاب غذا کرد. این کار به دلیل اعتراض علیه کشتار شیعیان پاکستان و نیز غصب اراضی آنان رخ داد.
خواسته‌های وی برای شکستن این اعتصاب غذا عبارت بودند از:
1. اقدام مناسب برای جلوگیری از کشتار شیعیان پاکستان در نقاط مختلف کشور؛
2. ارجاع پرونده تمام کشتارهای شیعیان مانند سانحه شکارپور، جیکب آباد و … به داد گاه نظامی؛
3. برداشتن محدودیت‌های مجالس عزاداری شیعیان در ایالت پنجاب؛
4. ممنوعیت فعالیت گروهای تندرو و فرقه پرست؛
5. اقدامات مؤثر دولت ایالت «خیبرپختونخوا» علیه کشتار اخیر شیعیان؛
6. تشکیل کمیته تحقیقاتی برای کشتار اخیر شیعیان پاراچنار به دست نیروی انتظامی؛
7. توقف تصاحب اراضی شیعیان گلگت و بلتستان توسط دولت و آزادی تمامی املاک تصاحب شده.[۹]

روز دهم خرداد ۱۳۹۵ و پس از هفده روز از اعتصاب، حال وی وخیم و به بیمارستان منتقل شد.
اعتصاب اعضای مجلس، واکنش‌ها و بازتاب‌هایی در جهان در پی داشت.